# BaltArt-Verlag
Der BaltArt-Verlag ist ein Schweizer Verlag mit Spezialisierung auf Literatur aus dem Baltikum und Ostseeraum.

## Geschichte
Der BaltArt-Verlag ist ein Geschäftszweig der 2005 im schweizerischen Langenthal gegründeten BaltArt GmbH Switzerland. Gründer, Geschäftsführer und Verleger ist der Germanist, Historiker, Journalist und Übersetzer Daniel Sägesser. Ein weiterer Geschäftszweig umfasst eine Galerie für baltische Kunst, die BaltArt Galerie. Der BaltArt-Verlag hat sich auf die Herausgabe literarischer Werke und Sachbücher von Autoren aus dem Ostseeraum, im Speziellen aus den drei baltischen Staaten, spezialisiert. Das ideelle Ziel des Verlags ist es, die Werke dieser Verfasser deutschsprachigen Lesern zugänglich und bekannt zu machen. Diese Werke publiziert der Verlag in der Reihe Baltische Bibliothek im BaltArt-Verlag. So erschienen unter anderem der als zur Weltliteratur gehörend geltende Roman Dievų miškas des litauischen Literaten Balys Sruoga unter dem Titel Der Wald der Götter, die Novelliade Medborgare i Republiken Finland des finnlandschwedischen Modernisten Elmer Diktonius unter dem Titel Bürger der Republik Finnland oder Brödrabataljonen des schwedischen Ingermanländers Eino Hanski unter dem Titel Das Brüderbataillon erstmals in deutscher Übersetzung. Neben Übersetzungen ins Deutsche erscheinen im BaltArt-Verlag Bücher deutschsprachiger Schriftsteller, die sich mit dem Baltikum auseinandersetzen, so Black Friday – und andere Lettlandgeschichten des Mainzers Matthias Boosch und in der Reihe Schweizer Literatur im BaltArt-Verlag Übersetzungen ins Litauische und Lettische, konkret der berndeutsche Bestseller Der Goalie bin ig des Schweizer Schriftstellers Pedro Lenz. Auch zwei estnische Kinderbücher auf Deutsch gehören zum Sortiment des Verlags.

## Autoren (Auswahl)
- Balys Sruoga
- Elmer Diktonius
- Kairi Look
- Kätlin Vainola
- Matthias Boosch
- Pedro Lenz